# Nguyễn Anh Vũ
Nguyễn Anh Vũ (1442 - ?) tên thật là Nguyễn Tạc Tổ hiệu Anh Vũ, là con của Nguyễn Trãi và người vợ thứ tư Phạm Thị Mẫn, còn sống sót sau Vụ án Lệ Chi Viên nhưng phải đổi sang họ mẹ thành Phạm Anh Vũ. Năm 1464, sau khi Lê Thánh Tông xuống chiếu minh oan cho Nguyễn Trãi, Nguyễn Anh Vũ (khi đó đã đỗ hương cống) được bổ nhiệm làm tri huyện và ban cho 100 mẫu ruộng.
Nguyễn Anh Vũ sinh được 7 người con trai:
1. Nguyễn Giám (Tổ Tạc) thi đậu Tiến sĩ, làm Thừa chính sứ An Bang (Quảng Ninh), được cử đi sứ ở Trung Quốc, sau đó có tin nói ông bị chết đuối giữa hồ Động Đình - Trung Quốc, Ông sinh ra con trai là Nguyễn Tư ngày nay phát triển thành Đại chi họ Nguyễn Duy tại Quỳnh Xuân, Quỳnh Liên, Quỳnh Lưu (nay là thị xã Hoàng Mai), tỉnh Nghệ An;
2. Nguyễn Kiên thi đỗ nho sinh, ấm thụ tước Mẫu Lâm Lang - hiện nay phát triển thành Đại chi tộc họ Nguyễn ở thôn Nhị Khê – Thượng Tín – Hà Nội;
3. Nguyễn Quân (Tổ Quân, Thừa Tuyên), làm tri huyện Tĩnh Gia - Thanh Hoá, sinh ra Nguyễn Bá Cương và Nguyễn Bá Ký. Nguyễn Bá Cương sinh ra Nguyễn Trinh (Trạch) ngày nay phát triển thành Đại chi họ Nguyễn tại thôn Dự Quần, phường Xuân Lâm, Thị xã Nghi Sơn, tỉnh Thanh Hóa; Nguyễn Bá Ký sinh ra ông Nguyễn Duy Tông (1540 - ?) lấy bà Đinh Thị Lư (con gái Khê quận công Đinh Bạt Tụy) di cư vào Làng Bùi Ngõa, huyện Hưng Nguyên, tỉnh Nghệ An sinh sống và lập nghiệp. Ngày nay phát triển ra các Đại chi họ Nguyễn Duy tại Thanh Lương, Thanh Yên, huyện Thanh Chương; Xã Xuân Lâm, huyện Nam Đàn; xã Nghi Công, huyện Nghi Lộc...tỉnh Nghệ An; Xã Thuận Lộc, Xuân Hồng; Đức Thanh - Đức Thọ, tỉnh Hà Tĩnh. Tổng cộng hậu duệ Nguyễn Trãi => Nguyễn Anh Vũ => Nguyễn Quân => Nguyễn Bá Ký sinh sống tại Nghệ An khoảng 2500 suất đinh; Có 5 nhà thờ Đại tôn các chi tộc được Nhà nước xếp hạng di tích lịch sử văn hóa.
4. Nguyễn Tô Thiêm phát triển thành Đại chi họ Nguyễn tại huyện Hải Hậu - tỉnh Nam Định ?
5. Nguyễn Giáp ngày nay phát triển thành Đại chi họ Nguyễn tại Xuân Dục - Mỹ Hào - tỉnh Hưng Yên?
6. Nguyễn Thung ngày nay phát triển thành Đại chi họ Nguyễn khác tại Hải Hậu - Nam Định
7. Phạm Chân Phương (vâng lời cha đổi họ để trả nghĩa cũ cho họ ngoại Bà Phạm Thị Mẫn nay phát triển thành đại chi họ Phạm Nguyễn Nỗ Lệ, Thụy Phủ, Phú Xuyên, Hà Nội)

## Truyền thuyết
Trong vụ án Lệ Chi Viên, những trang chính sử của Đại Việt sử ký toàn thư vẫn ghi truyền thuyết về con rắn báo oán. Tương truyền, sau khi biết Nguyễn Anh Vũ là hậu duệ cuối cùng của Nguyễn Trãi, rắn báo oán vẫn tiếp tục truy sát. Khi thuyền sứ bộ của Nguyễn Anh Vũ qua Động Đình hồ thì thấy một con rắn lớn đuổi theo.

## Trong văn hoá đại chúng
Từ nhân vật trong tiểu thuyết dã sử Bức huyết thư của nhà văn Bùi Anh Tấn, đạo diễn Victor Vũ đã dàn dựng tác phẩm điện ảnh mà về sau mang tên Thiên mệnh anh hùng. Trong bộ phim này, nghệ thuật hư cấu được sử dụng có mức độ đã ít nhiều gây tranh cãi, khi nhân vật chính trong phim mang tên "Trần Nguyên Vũ", hậu duệ duy nhất còn sống sót sau thảm án tru di của Nguyễn Trãi, lại là cháu nội ông.
| Năm  | Tác Phẩm                | Diễn Viên  | Nhân Vật       |
| 2012 | 《Thiên mệnh anh hùng》 | Huỳnh Đông | Trần Nguyễn Vũ |